# فيليكس دافين
فيليكس دافين (بالفرنسية: Félix Davin)‏ هو صحفي وكاتب وشاعر فرنسي، ولد في 24 أبريل 1807 في سانت كونتين في فرنسا، وتوفي بنفس المكان في 3 أغسطس 1836 بسبب سل.